# TVN (телеканал, Польша)
TVN — польский общенациональный телеканал. Один из крупнейших частных телеканалов Польши. Начал вещание 3 октября 1997 года. Телекомпания была соучреждена польскими бизнесменами Мариушем Вальтером, Яном Вейхертом и швейцарским предпринимателем Бруно Вальсанджакомо. Владельцем телеканала является компания TVN Group, которая с апреля 2022 года является частью медиахолдинга Warner Bros. Discovery. TVN доступен через цифровое наземное телевидение (второй мультиплекс цифрового ТВ Польши), а также у спутниковых и кабельных операторов Польши. Имеет международную версию TVN International (TVNi)

## История
В 1996 году TVN получил разрешение Национального совета радиовещания и телевидения на вещание в центральной и северной частях Польши. Через несколько месяцев TVN объединилась с Telewizja Wisła, у которой была лицензия на вещание на юге Польши.
Канал был запущен как TVN 3 октября 1997 года. В течение первых четырех лет сетью руководил ее основатель Мариуш Вальтер. В 2001 году Петр Вальтер стал генеральным директором, заменив своего отца.
В 2004 году TVN был доступен в 86 % польских домохозяйств. 29 апреля 2004 года был запущен TVN International — международный канал для польских зрителей, живущих за границей. В 2005 году TVN приобрела права на организацию и трансляцию Международного фестиваля песни в Сопоте до 2010 года. В 2007 году был запущен телеканал высокой четкости — TVN HD.
15 декабря 2008 года TVN, последним из польских каналов, завершил аналоговое спутниковое вещание.
23 июля 2013 года TVN прекратил аналоговое наземное вещание, и с этой даты наземное вещание TVN осуществляется только в цифровом формате.
16 марта 2015 года TVN и его родственные каналы были приобретены Scripps Networks Interactive Poland
6 марта 2018 года компания Scripps Networks Interactive была приобретена Discovery Communications (с 2022 Warner Bros. Discovery).